# Hecajapyx
Hecajapyx es un género de Diplura en la familia Japygidae.

## Especies
- Hecajapyx bucketti Smith, 1964
- Hecajapyx vulgaris Smith, 1959